# Ain Orma
Ain Orma (franska: Ain Orma (CR), Ain Orma (Commune Rurale), arabiska: عين كرمة) är en kommun i Marocko.   Den ligger i prefekturen Meknès och regionen Fès-Meknès, i den nordöstra delen av landet, 100 km öster om huvudstaden Rabat. Antalet invånare är 3 716.